# Omphalea ankaranensis
Omphalea ankaranensis är en törelväxtart som beskrevs av L.J.Gillespie. Omphalea ankaranensis ingår i släktet Omphalea och familjen törelväxter. Inga underarter finns listade i Catalogue of Life.